# Intubation

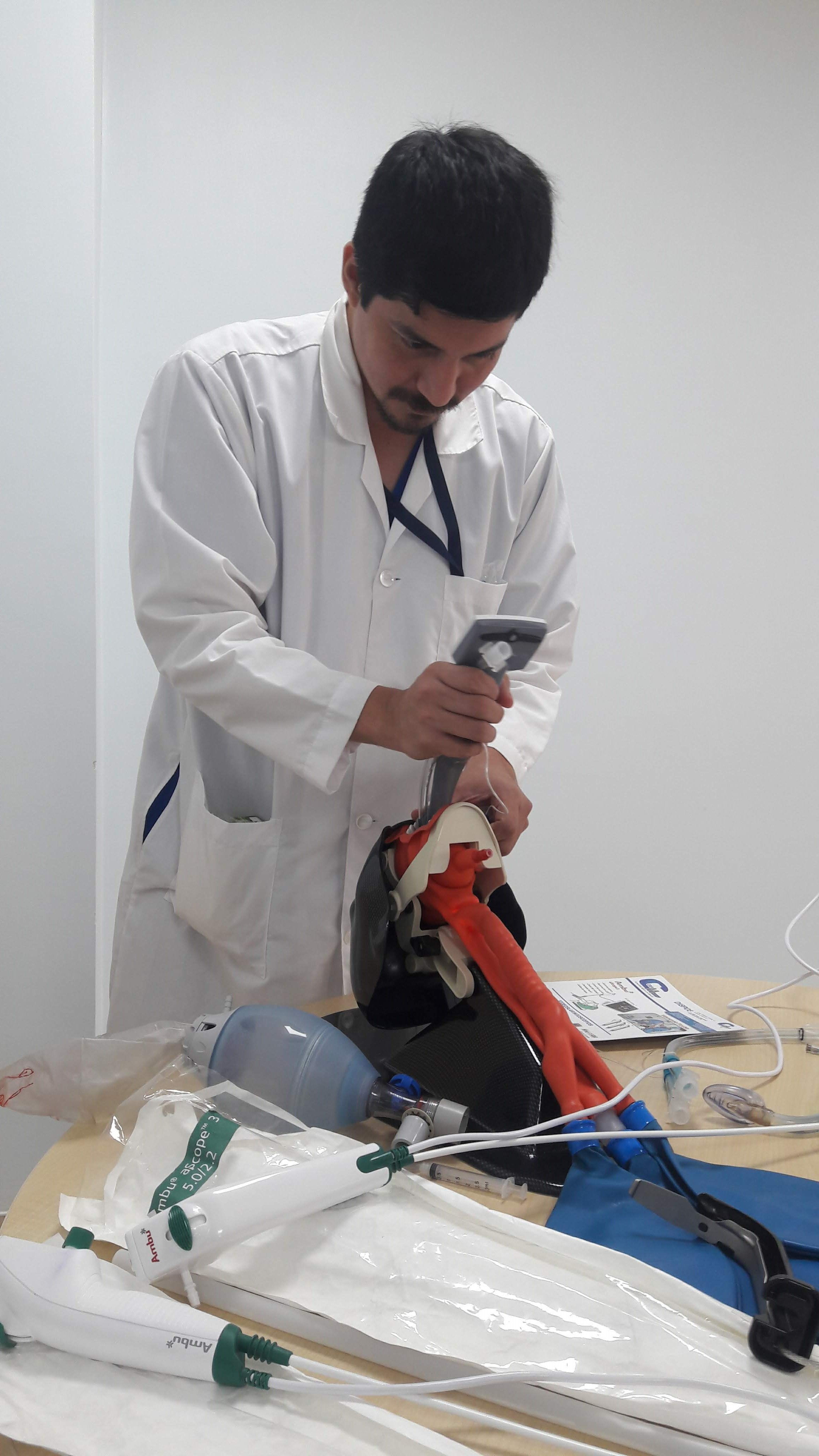
Intubation av docka (med hjälp av ett videolaryngoskop)

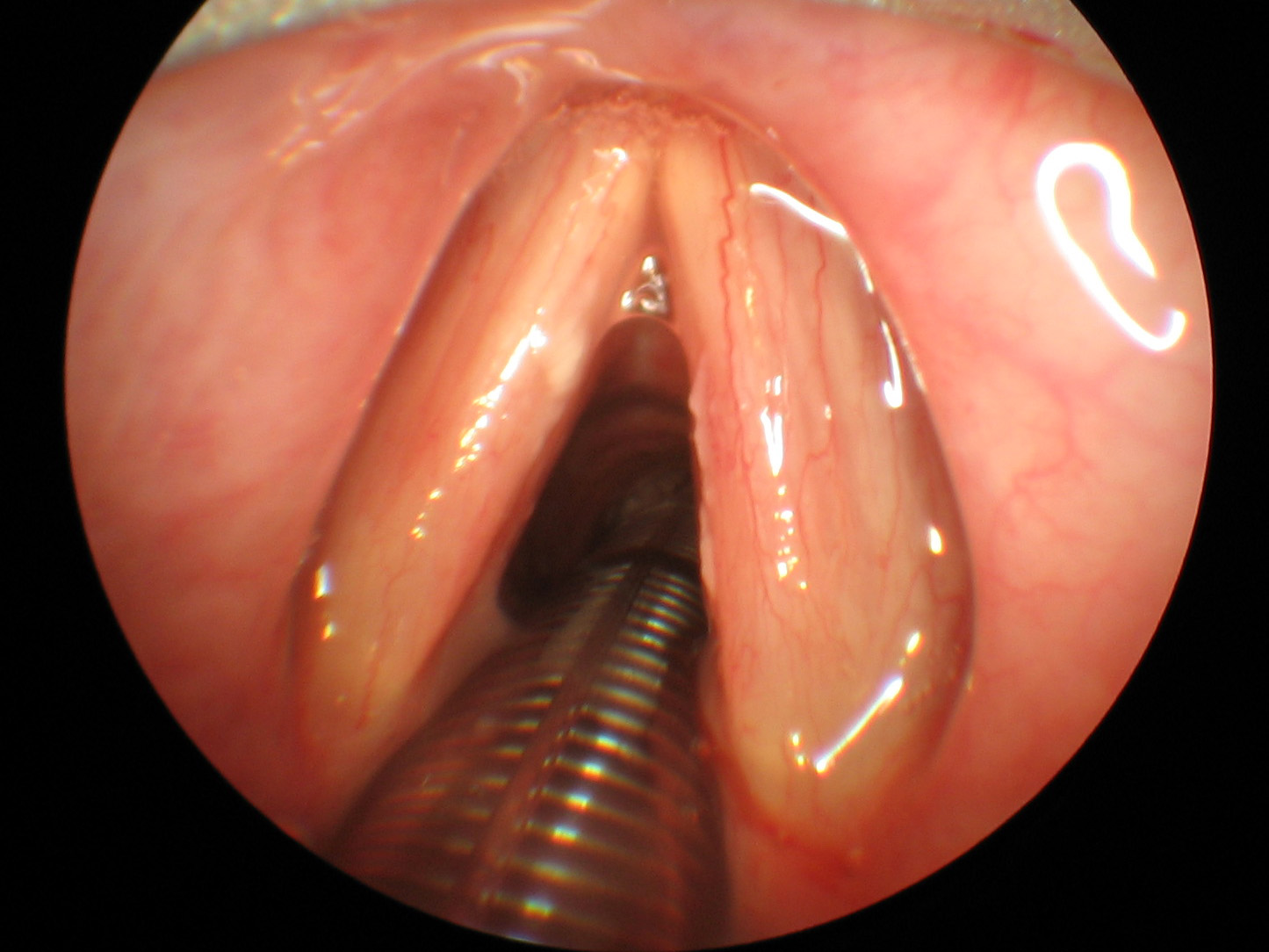
Stämbanden på en intuberad patient

Intubation (av latin in, införa samt tubus, rör), syftar på införandet av ett rör i en kroppsöppning. Även om begreppet kan innefatta flera kroppsöppningar menas dock nästan alltid luftstrupen, trakea. Syftet är att skapa en säker luftväg som tillåter ventilation av en patient (hjälp med andningen) med exempelvis en respirator. 
Intubation används flitigt i samband med operationer och andra ingrepp där en patient sövs ned och därmed förlorar förmågan att skydda sina luftvägar eller andas. En patient kan också behöva intuberas akut, till exempel i samband med ett hjärtstopp eller ett större trauma.
Röret som används kallas endotrakealtub och är vanligen tillverkat av mjuk plast. De flesta endotrakealtuber är försedda med en uppblåsbar ballong (kuff) i den ände som förs ned i luftstrupen. Ballongen tätar mot strupens väggar och fyller därmed två syften. Dels förhindrar det att främmande material (maginnehåll, saliv mm) rinner ner i luftvägarna och dels möjliggör det övertrycksventilation.
Endotrakealtuben förs vanligen ner via munnen. Man använder då ett laryngoskop för att lyfta undan tungan och underkäken hos patienten. I de flesta fall kan man då se stämbanden. Tuben förs under ögats kontroll ner mellan stämbanden och kuffen blåses upp. Man kontrollerar tubens placering genom att lyssna till andningsljuden över båda lungorna, samt (om möjligt) genom att verifiera förekomst av koldioxid i utandningsluften.
Man kan också välja att intubera via näsan, exempelvis för att skapa utrymme för en operation i munhålan. I stället för ett stelt laryngoskop kan ett mjukt, fiberoptiskt, användas. Det kan ibland möjliggöra intubation av patienter med anatomiska avvikelser som gör det svårt att intubera på vanligt sätt.
I mycket akuta situationer där intubation misslyckats kan det bli aktuellt med (nöd)trakeotomi.